# Керијан Кроули
Керијан Кроули (енгл. Kieran Crowley; 31. август 1961) новозеландски је професионални рагби 15 тренер и бивши играч. Тренутно ради као главни тренер Бенетона, италијанског представника у такмичењу Про 14. Кроули је направио успех и као играч и као тренер. Освојио је титулу првака Света као играч са Новим Зеландом, а као тренер је успешно предводио сениорску репрезентацију Канаде и младу репрезентацију Новог Зеланда.

## Играчка каријера
Кроули је почео да игра рагби током школовања у Окланду. Пошто је био брз и добро је обарао, играо је на позицији фулбека. Целу каријеру је провео играјући за Таранаки, за који је одиграо чак 200 утакмица. За репрезентацију Новог Зеланда је дебитовао 1983. У наредним годинама је стицао искуство играјући за Нови Зеланд против Француске, Енглеске, Аустралије и Аргентине. Био је награђен за труд и напорне тренинге, па је био део селекције Новог Зеланда на Светском првенству 1987. и на Светском првенству 1991. Нови Зеланд је 1987. освојио титулу, а 1991. је у полуфиналу у Републици Ирској поражен од Аустралије. Треба напоменути да је Кроули поред рагбија 15, играо и крикет за за Таранаки у Хоук купу.

## Играчки успеси
- Светско првенство у рагбију 1987. - Шампион Света са Новим Зеландом
- Бледислоу куп - 1985. 1990. 1991. Победник са Новим Зеландом

## Тренерска каријера
Кроули је као играч Таранакија, почео и да ради као тренер у том тиму. Био је тренер Таранакија од 1998. до 2007.
Направио је огроман успех као селектор младе репрезентације Новог Зеланда до 19 година на Светском првенству у Републици Ирској 2007. Млади Новозеланђани су тада освојили титулу, пошто су у финалу победили Јужноафричку Републику 31-7.
Наследио је Рика Сагита као нови селектор рагби репрезентације Канаде 2008. Кроули је у тактичком смислу подигао игру Канаде на један виши ниво. Предводио је Канаду као селектор на турнеји по Европи те године. Канада је тада победила Португал, а изгубила од Велса, Ирске и Шкотске. На турнеји по Европи 2010. Канада је победила Белгију, Шпанију и Португал, а изгубила је од Грузије. Кроули је предводио као селектор Канаду на Светском првенству 2011. Канада је тада у групи А победила Тонгу, одиграла нерешено против Јапана и изгубила од Новог Зеланда и Француске. У тест утакмицама 2012. Канада је победила озбиљне противнике Фиџи, Тонгу, Русију и САД. Канада је 2014. пружила озбиљан отпор Шкотској и изгубила 17-19. Кроули је као селектор водио Канаду на Светском првенству 2015. Канада је тада у групи Д освојила само два бонус бода и изгубила је све четири утакмице од Румуније 15-17, Француске 18-41, Ирске 7-50 и Италије 18-23.
Почетком 2016. Кроули је напустио Канаду и нашао нови ангажман у Италији, где се запослио као главни тренер италијанског клуба Бенетон Тревизо. Кроули је и у Италији направио успех и потврдио да је добар рагби тренер, јер је одвео Бенетон у четвртфинале рагби такмичења Про 14.

## Тренерски успеси
- Светско првенство за младе - Шампиони Света са младом рагби 15 репрезентацијом Новог Зеланда 2007.
- Черчил куп - Вицешампиони са Канадом 2010. 2011.
- Куп пацифичких нација - Вицешампиони са Канадом 2013.

## Видео снимци
Керијан Кроули прича о учешћу Канаде у Черчил купу